# ФК Шамрок Роувърс
Шамрок Роувърс (на английски: Shamrock Rovers F.C., ирл. Cumann Peile Ruagairí na Seamróige) е футболен отбор от Дъблин, столицата на Ейре. Основан е през 1899 г. Рекордьор по шампионски титли: в шампионата (17), за Купата на Ирландия (24) и за Купата на Ирландската лига (18).
Шамрок Роувърс е основан в градския район на Дъблин Рингсенд. Още с дебюта си печелят шампионската титла през сезона 1922 – 23. До 1949 г. печелят 44 трофея и биват обявени за най-успешния клуб в Ирландия. Той е първият ирландски клуб участвал в евротурнирите. Футболният отбор участва в първа лига от 1922 г. Използва стадион „Глейнмалън парк“.

## Успехи
Ирландска висша лига
- Шампион (21): (рекорд) 1922/23, 1924/25, 1926/27, 1931/32, 1937/38, 1938/39, 1953/54, 1956/57, 1958/59, 1963/64, 1983/84, 1984/85, 1985/86, 1986/87, 1993/94, 2010, 2011, 2020, 2021, 2022, 2023
- Вицешампион (15): 1925 – 1926, 1932 – 1933, 1939 – 1940, 1941 – 1942, 1955 – 1956, 1957 – 1958, 1964 – 1965, 1965 – 1966, 1968 – 1969, 1969 – 1970, 1970 – 1971, 1981 – 1982, 2001 – 2002, 2009, 2019
  -  Трето място (15): 1927 – 1928, 1928 – 1929, 1929 – 1930, 1933 – 1934, 1943 – 1944, 1944 – 1945, 1946 – 1947, 1951 – 1952, 1952 – 1953, 1954 – 1955, 1961 – 1962, 2002 – 2003, 2015, 2017, 2018

Купа на Ирландия (до 1921 – общоирландска)
- Носител (25): (рекорд) 1924/25, 1928/29, 1929/30, 1930/31, 1931/32, 1932/33, 1935/36, 1939/40, 1943/44, 1944/45, 1947/48, 1954/55, 1955/56, 1961/62, 1963/64, 1964/65, 1965/66, 1966/67, 1967/68, 1968/69, 1977/78, 1984/85, 1985/86, 1986/87, 2019
- Финалист (10): 1921 – 1922, 1925 – 1926, 1945 – 1946, 1956 – 1957, 1957 – 1958, 1983 – 1984, 1991, 2002 – 2003, 2010, 2020

Купа на Лигата
- Носител (2): 1976/77, 2013
- Финалист (8): 1978/79, 1981/82, 1986/87, 1987/88, 1998/99, 2012, 2014, 2017

Трофей на Ирландската Лига
- Носител (18): (рекорд) 1924 – 1925, 1926 – 1927, 1931 – 1932, 1932 – 1933, 1934 – 1935, 1937 – 1938, 1941 – 1942, 1949 – 1950, 1951 – 1952, 1954 – 1955, 1955 – 1956, 1956 – 1957, 1957 – 1958, 1962 – 1963, 1963 – 1964, 1964 – 1965, 1965 – 1966, 1967 – 1968

Купата на президента
- Носител (24): 1929 – 30, 1932 – 33, 1940 – 41, 1941 – 42, 1943 – 44, 1944 – 45, 1945 – 46, 1948 – 49, 1954 – 55, 1956 – 57, 1957 – 58, 1959 – 60, 1962 – 63, 1968 – 69, 1969 – 70, 1970 – 71, 1972 – 73, 1984 – 85, 1985 – 86, 1986 – 87, 1987 – 88, 2022, 2024, 2025

Купа на Дъблин
- Носител (10): 1944 – 45, 1947 – 48, 1952 – 53, 1954 – 55, 1956 – 57, 1957 – 58, 1959 – 60, 1963 – 64, 1966 – 67, 1983 – 84

Купа на Дъблин и Белфаст
- Носител (4): (рекорд) 1942 – 1943, 1945 – 1946, 1946 – 1947, 1948 – 1949
- Финалист (1): 1941 – 1942

Купа на Топ 4
- Носител (3): 1955 – 56, 1957 – 58, 1965 – 66
- Финалист (4): 1958 – 1959, 1964 – 1965, 1967 – 1968, 1968 – 1969

Купа Сетанта
- Носител (2): 2011, 2013
- Финалист (2): 2012, 2014

Купа Блекснит
- Носител (1): 1967 – 1968
- Финалист (4): 1968/69

Купа Тайлър
- Носител (1): 1978 – 1979

Купа на Лейнстър
- Носител (18): 1922 – 23, 1926 – 27, 1928 – 29, 1929 – 30, 1932 – 33, 1937 – 38, 1952 – 53, 1954 – 55, 1955 – 56, 1956 – 57, 1957 – 58, 1963 – 64, 1968 – 69, 1981 – 82, 1984 – 85, 1996 – 97, 2011 – 12, 2012 – 13

### Рекорди
- Най-голяма победа: 11:0 (над „Брей Аноунс“ 28 октомври 1928 година, в шампионата)
- Най-голяма загуба: 0:7 (от „Сент Джеймс Гейт“ 22 април 1937, в шампионата; от „Корк Сити“ 31 август 1938, в Купата на Дъблин; от „Гурник“ през 1994, в Купа на УЕФА)
- Най-добър голмайстор в шампионата): Пади Амброус, 109 гола (през 1949 – 1964 г.)

## Известни футболисти
- 1984 – 1985: Пат Бирни – Pat Byrne
- 1995 – 1996: Алън О'Нийл – Alan O'Neill

## Известни треньори
- 1983 – 1986: Джим МакЛафлин – Jim McLaughlin